# 大連県
大連県（だいれん-けん）は中華人民共和国遼寧省にかつて存在した県。現在の大連市西崗区の一部に相当する。

## 歴史
中華民国時代の1946年（民国35年）に設置された。1950年に廃止となり、旅大市に編入され消滅した。